# Sigmistes
Sigmistes – rodzaj ryb skorpenokształtnych z rodziny głowaczowatych.

## Klasyfikacja
Gatunki zaliczane do tego rodzaju:
- Sigmistes caulias
- Sigmistes smithi